# Jules Duboscq
Louis Jules Dubosq (5. března 1817 Seine-et-Oise – 24. září, 1886) byl francouzský optik, výrobce nástrojů, vynálezce a průkopník v oboru fotografie. Byl známý jak ve své době, tak i v době moderní, díky vysoké kvalitě svých optických přístrojů. Působil v Paříži.

## Život
Jules Duboscq se narodil 5. března roku 1817 v Seine-et-Oise. Vyučil se v roce 1834 u Jean-Baptiste-Françoise Soleila (1798-1878), prominentního výrobce nástrojů a podílel se na vylepšení různých optických přístrojů. V roce 1839 si vzal jednu ze Soleilových dcer Rosalii Jeanne Josephinu a později převzal jeho dílnu. Pro Jean Bernard Léon Foucault postavil heliostat a k němu také elektromagnetické ovládání. Zkonstruoval také stereofotoaparát. V roce 1850 zkonstruoval prohlížečku stereofotografií – stereoskop. Před ním však první stereoskop sestrojil v roce 1838 anglický vynálezce Charles Wheatstone.
Mezi nástroji, které Duboscq postavil byly například stereoskop, kolorimetr, polarimetr nebo heliostat.

## Galerie

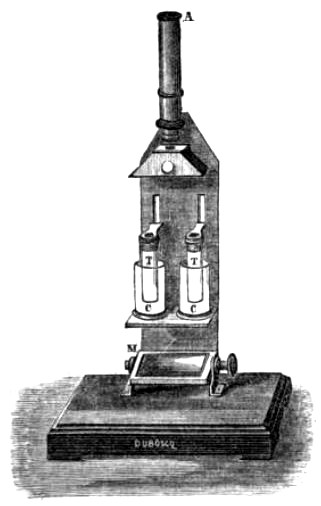
Duboscqův kolorimetr, 1870
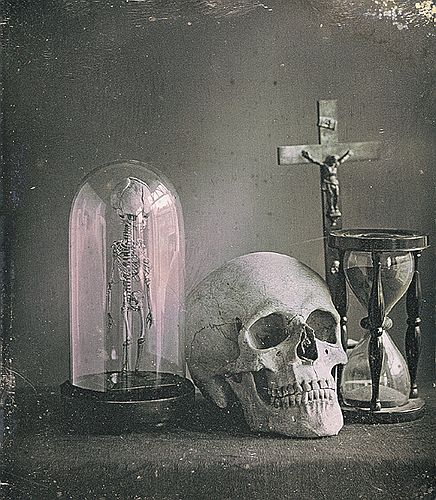
Duboscq: Zátiší s lebkou
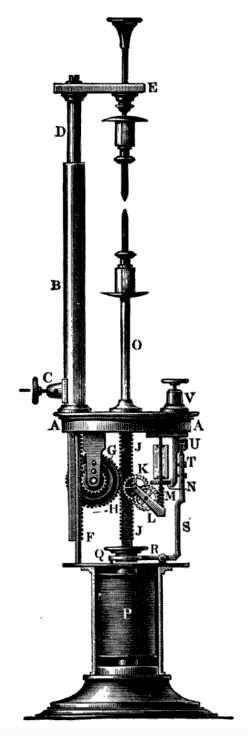
Duboscqova lampa